# Melvin Johnson (baloncestista de 1993)
Melvin Tyrek Johnson (The Bronx, Nueva York, 17 de junio de 1993) es un baloncestista estadounidense que pertenece a la plantilla de Comunicaciones de Mercedes de la Liga Nacional de Básquet de Argentina. Con 1,93 metros de estatura, juega en la posición de base.

## Trayectoria deportiva

### Universidad
Jugó cuatro temporadas con los VCU de la Universidad de Virginia Commonwealth, en las que promedió 11,8 puntos, 2,1 rebotes, 1,6 asistencias y 1,0 robos de balón por partido. En su primera temporada fue incluido en el mejor quinteto de rookies de la Atlantic-10 Conference, mientras que al año siguiente sería elegido mejor sexto hombre de la conferencia, y concluiría su etapa universitaria siendo incluido en el mejor quinteto de la A-10.

### Profesional
Tras no ser elegido en el draft de la NBA de 2016, participó de su Liga de Verano como miembro de los Houston Rockets. Luego de ello fichó por el Pallacanestro Varese de la Serie A italiana, pero solo disputó nueve partidos de liga, en los que promedió 9,4 puntos y 1,4 rebotes, rescindiendo el contrato en el mes de diciembre.
En enero de 2017 fichó por el Fulgor Libertas Forlì de la Serie A2, equipo con el que acabó la temporada promediando 20,5 puntos y 3,0 asistencias por partido.
En julio de 2017 firmó contrato con el Derthona Basket y al año siguiente actuó con el Pallacanestro Forlì 2.015, ambos clubes de la  Serie A2 de Italia.
En octubre de 2019 se incorporó al club libanes Aníbal Zahle, pero al poco tiempo se desvinculó del mismo. A finales de diciembre de ese año llegó a la Argentina para jugar en la Liga Nacional de Básquet con Peñarol de Mar del Plata.
Johnson acordó su incorporación a Defensor Sporting de Uruguay en septiembre de 2020, pero un mes después fue sustituido por Novar Gadson sin haber podido disputar ni un partido oficial con su nuevo club. La misma situación le sucedería un año después con el Corinthians de Brasil.
El 19 de octubre de 2021 firma para Oberá Tenis Club. Terminó la temporada con una marca de 19.3 puntos por partido, habiendo sido el máximo anotador de triples de la temporada y reconocido como parte del mejor quinteto de la LNB. 
El 29 de junio de 2022 se da la noticia de que firma con los Guaiqueríes de Margarita de la SPB de Venezuela.